# حسن ماسالی
حسن ماسالی (۱۳۱۵ ماسال - ) فعال سیاسی چپگرا، نماینده برون مرزی جبهه دموکراتیک ایران و مسئول سابق امور ایران در حزب سبزهای آلمان است.

## تحصیلات
ماسالی تحصیلات اولیه خود را در ماسال، رشت و در تهران گذراند و در سال ۱۹۶۰ ۱۹۶۰ به دانشگاه توبینگن آلمان غربی رفت و در رشته پزشکی مشغول به تحصیل شد. اما پس از مدتی حسن ماسالی پزشکی را رها کرده و در رشته علوم سیاسی تا مدرک دکترا تحصیل کرد. او از تز دکترای خود در رشته علوم سیاسی در سال ۱۹۹۰ با عنوان سیر تحول جنبش چپ و عوامل بحران مداوم آن از انقلاب مشروطه تا هنگام بقدرت رسیدن خمینی دفاع کرد.

## فعالیت‌های سیاسی
وی فعالیت سیاسی خود را از کنفدراسیون دانشجویان ایرانی در اروپا آغاز کرد. وی پس از درگیریهای خرداد ۶۰ به شورای ملی مقاومت پیوست و در میانه دهه ۶۰ از آن خارج شد. وی همچنین از امضا کنندگان منشور جمهوری خواهان ایران است. او متولد شهرستان ماسال یکی از شهرهای گیلان است.
برخی رسانه‌های راستگرای جمهوری اسلامی مدعی همکاری وی در جریان برگزاری کنفرانس برلین هستند.
ماسالی مدتی نمایندهٔ جنبش دموکراتیک-انقلابی زحمتکشان گیلان و مازندران در شورای ملی مقاومت بود و بعد به دلیل اختلاف با مشی مسعود رجوی و مجاهدین از این مجموعه جدا شد.
وی در سال ۱۹۹۰ پیش از کشته شدن شاپور بختیار به نهضت مقاومت ملی ایران پیوست و پس از ترور بختیار دست به تشکیل کنفرانس ملی برای جمع‌آوری اپوزیسیون زد.

## آثار
کتاب وی با عنوان «سیر تحول جنبش چپ ایران و عوامل بحران مداوم آن» انتقاداتی را از سوی گروه‌های چپگرا برانگیخت.